# ماکسیمیلیان ریدمولر
ماکسیمیلیان ریدمولر (انگلیسی: Maximilian Riedmüller؛ زادهٔ ۴ ژانویهٔ ۱۹۸۸) بازیکن فوتبال اهل آلمان است.
از باشگاه‌هایی که در آن بازی کرده‌است می‌توان به باشگاه فوتبال بایرن مونیخ ۲، باشگاه فوتبال بایرن مونیخ، و باشگاه فوتبال هولشتاین کیل اشاره کرد.